# پل کنت (شناگر)
پل کنت (به انگلیسی: Paul Kent) (زادهٔ ۲۹ مارس ۱۹۷۲) شناگر اهل نیوزیلند است.